# Planet X
Ne doit pas être confondu avec Planète X.
Planet X est un groupe de metal progressif, jazz fusion et rock instrumental américain, originaire de Californie. Formé en 2000, le groupe compte quatre albums sortis chez le label InsideOut Music.

## Biographie
Après quatre ans passés au sein du groupe Dream Theater, Sherinian publie son premier album solo, Planet X, en 1999. Ce concept s'élargit plus tard en collaboration avec le batteur Virgil Donati, pour former un groupe homonyme. L'album Universe devient alors le premier album de Planet X, publié le 6 juin 2000. Il fait participer le guitariste Tony MacAlpine pour remplacer Brett Garsed, qui jouait sur l'album Planet X. Live from Oz, un album live enregistré pendant leur tournée australienne en 2002, est publié le 3 avril la même année. Leur deuxième album studio, MoonBabies, est publié peu après le 29 juillet. Il est produit et mixé par Simon Phillips.
Cinq ans plus tard, Quantum, leur troisième album, est publié le 18 mai 2007,,. Cette formation fait participer le guitariste de jazz fusion Allan Holdsworth, et Garsed de retour à la guitare. Le 18 avril 2009, Tony MacAlpine annonce sur MySpace avoir rejoint le groupe, et un nouvel album du groupe en fin d'année. Mais il explique par la suite avoir quitté le groupe.

## Discographie
- 2000 : Universe
- 2002 : Live from Oz
- 2002 : MoonBabies
- 2007 : Quantum

## Membres

### Ultima
- Derek Sherinian - synthétiseur (depuis 2000)
- Virgil Donati - batterie (depuis 2000)
- Alex Machacek - guitare (2008)
- Dave LaRue - basse (2000–2001)

### Anciens membres
- Tony MacAlpine - guitare (2000–2008)
- Brett Garsed - guitare (2006-2009)
- Tom Kennedy - basse (2000-2003)
- Ric Fierabracci - basse (2003-2006)
- Jimmy Johnson - basse  (2006-2008)